# Jesse Marsch
Jesse Alan Marsch (Racine, Wisconsin, Estados Unidos, 8 de noviembre de 1973) es un exfutbolista y entrenador estadounidense, el primero en ganar tres MLS Cup. Actualmente dirige a la selección de Canadá.

## Carrera como jugador
Marsch fue contratado por D.C. United en la tercera ronda del MLS College Draft. Marsch pasó las siguientes dos temporadas con D.C. United, pero jugó solo 15 partidos. El entrenador asistente de D.C. Bob Bradley, nombrado para liderar la expansión Chicago Fire, adquirió a Marsch poco después del Draft de expansión a cambio de A. J. Wood y una selección de segunda ronda en el College Draft 1998. Marsch inmediatamente se convirtió en un habitual en Chicago y siguió siendo un pilar en su alineación hasta 2005. Ayudó al Fire a ganar la MLS Cup 1998, lo que le dio tres campeonatos de liga en tres temporadas. Mientras estaba en Chicago, también ganó la U.S. Open Cup en 1998, 2000 y 2003.
Después de la temporada 2005, Marsch fue transferido a Chivas USA, donde Bradley dirigía entonces. En ese momento, dejó al Fire como el líder de todos los tiempos del club en juegos de temporada regular jugados con 200 (ahora ocupa el sexto lugar detrás de C.J. Brown, Logan Pause, Gonzalo Segares, Zach Thornton y Chris Armas). Marsch es uno de los tres jugadores que han jugado en cada una de las primeras 14 temporadas de la Major League Soccer. El 5 de febrero de 2010 anunció su retiro luego de cuatro temporadas con Chivas para ingresar a la dirección técnica.

## Carrera como entrenador
Después de su retiro, Marsch fue contratado como asistente de su exentrenador universitario y de club, Bob Bradley, con la selección nacional masculina de Estados Unidos. Marsch permaneció en el programa estadounidense hasta el despido de Bradley en julio de 2011.
En agosto de 2011, Marsch fue presentado como el primer entrenador de la franquicia de expansión de la Major League Soccer Montreal Impact, comenzando a jugar en 2012. En su primer partido de la MLS el 10 de marzo, el equipo perdió 2-0 ante sus compatriotas canadienses Vancouver Whitecaps. El club terminó en el puesto N°12 con 42 puntos. Después de esa temporada, Marsch dejó el club en noviembre de 2012. Aunque la gerencia del equipo había sido enfática sobre su satisfacción con el trabajo de Marsch, las diferencias en las filosofías de entrenamiento entre Marsch y la gerencia del club llevaron a una división "amistosa".

### New York Red Bulls
En enero de 2015, Marsch fue nombrado entrenador en jefe de los New York Red Bulls, reemplazando a Mike Petke. En su primera temporada al mando, Marsch llevó a Nueva York al MLS Supporters' Shield y el club registró 18 victorias en la liga y 60 puntos por lo que fue nombrado Entrenador del Año de la MLS. Después de un comienzo exitoso en su carrera, el club extendió su contrato en junio de 2016 y le ofrecieron a Marsch un contrato de varios años.
En enero de 2017, se vinculó a Marsch para reemplazar a Óscar García como entrenador del club austriaco Red Bull Salzburgo. Sin embargo, tanto New York Red Bulls como Red Bull Salzburg negaron los informes. En julio de 2018, Marsch dejó a los Red Bulls como el entrenador con más victorias en la historia del club, con un récord de 75 triunfos, 32 empates y 44 derrotas. Chris Armas siguió como nuevo entrenador.

### Asistente en RB Leipzig
Marsch se convirtió en asistente del entrenador Ralf Rangnick en RB Leipzig para la temporada 2018-19, y firmó un contrato de dos años en julio de 2018. Durante el mandato de Marsch como asistente de Leipzig, se le encomendó la tarea de organizar las sesiones de entrenamiento del equipo y prepararlas para los oponentes. Marsch ayudó a llevarlos a la fase de grupos de la UEFA Europa League, donde el equipo terminó tercero en su grupo y se retiró de la competencia. Además, ayudó a Rangnick a llevar al equipo al tercer lugar en la campaña de la Bundesliga del equipo y a la final de la DFB Pokal antes de caer ante el Bayern Múnich en la final. Marsch finalmente dejó el equipo después de una temporada para reemplazar a Marco Rose como entrenador del club hermano de Leipzig, Red Bull Salzburgo.

### Red Bull Salzburgo

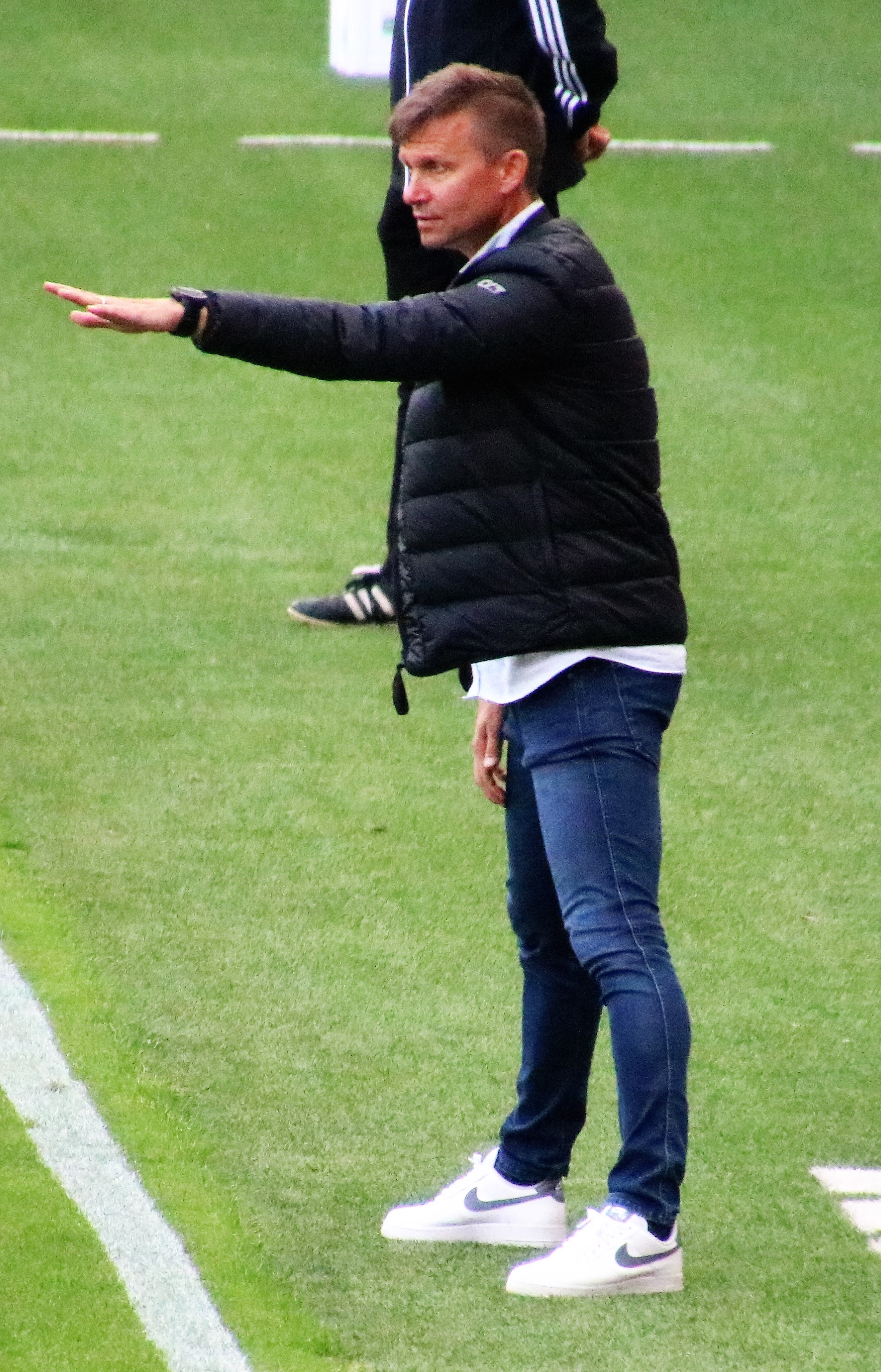
Marsch como entrenador del Red Bull Salzburgo en mayo de 2021

Marsch fue presentado oficialmente como entrenador del Red Bull Salzburgo el 6 de junio de 2019. En su primera temporada a cargo, Marsch llevó al Salzburgo a ganar el doblete. El equipo ganó la Bundesliga austríaca al ganar el 68,75% de sus juegos; 12 puntos por delante del segundo lugar Rapid Viena, lo que convierte a Marsch en el primer entrenador estadounidense en ganar un título de liga de la máxima categoría en Europa. El equipo también ganó la Copa de Austria luego de derrotar 5-0 al Austria Lustenau.
Durante la temporada 2020-21, Marsch llevó al Salzburgo a su tercera victoria consecutiva en la Copa, la segunda de Marsch como entrenador, en una victoria por 3-0 contra el LASK. Salzburgo también ganó la Bundesliga, logrando dos dobletes seguidos.

### RB Leipzig
Marsch fue anunciado como el nuevo entrenador del RB Leipzig a partir de la temporada 2021-22, reemplazando a Julian Nagelsmann. Marsch ganó su primer partido oficial como entrenador ante el SV Sandhausen por 4-0 en la DFB Pokal. Leipzig luego perdió el partido de apertura de su temporada Bundesliga por 1-0 frente al Mainz 05. El estadounidense ganó su primer partido de la Bundesliga contra el VfB Stuttgart en la segunda jornada. No obstante, Leipzig perdió su primer partido de la UEFA Champions League por 6-3 ante el Manchester City. El 5 de diciembre de 2021, Marsch y Leipzig anunciaron que habían acordado separar sus caminos mutuamente. Terminó con un récord de siete victorias, cuatro empates y seis derrotas.

### Leeds United
El 28 de febrero de 2022, Marsch fue nombrado entrenador del Leeds United de la Premier League y firmó un contrato de tres años tras la partida de Marcelo Bielsa. En su primer partido como entrenador del Leeds, el equipo perdió 1-0 en el Leicester City y recién lograría su primera victoria ocho días después ante el Norwich City. El 22 de mayo, Marsch guio al Leeds a una victoria por 2-1 en el Brentford para ayudar al club a evitar el descenso en la 17.ª posición; fue la primera vez desde 2011 que un equipo sobrevivió a pesar de estar en la zona de descenso al comienzo del último día. Fue despedido como entrenador de Leeds el 6 de febrero de 2023, con el club en el puesto N°17 de la tabla.

### Canadá
El 13 de mayo de 2024, fue oficializado como entrenador de la selección de Canadá.En la Copa América 2024, llevó al seleccionado a las semifinales donde fueron eliminados por Argentina, terminando como el equipo de Concacaf que más avanzó en el torneo.No obstante, disputó el desempate por el tercer puesto contra Uruguay, aunque terminó perdiendo en los penaltis.

## Clubes

### Como jugador
| Club                     | País           | Año       |
| ------------------------ | -------------- | --------- |
| Universidad de Princeton | Estados Unidos | 1992-1995 |
| DC United                | Estados Unidos | 1996-1997 |
| Chicago Fire             | Estados Unidos | 1998-2005 |
| Chivas USA               | Estados Unidos | 2006-2009 |

### Como asistente
| Club                        | País           | Año       |
| --------------------------- | -------------- | --------- |
| Selección de Estados Unidos | Estados Unidos | 2010-2011 |
| Universidad de Princeton    | Estados Unidos | 2013-2014 |
| RB Leipzig                  | Alemania       | 2018-2019 |

### Como entrenador
| Club                | País           | Año           |
| ------------------- | -------------- | ------------- |
| Montreal Impact     | Canadá         | 2011-2012     |
| Red Bull New York   | Estados Unidos | 2015-2018     |
| Red Bull Salzburgo  | Austria        | 2019-2021     |
| RB Leipzig          | Alemania       | 2021          |
| Leeds United        | Inglaterra     | 2022-2023     |
| Selección de Canadá | Canadá         | 2024-presente |

## Estadísticas como entrenador

### Clubes
| Equipo                            | Div.         | Temporada    | Liga  | Liga | Liga | Liga | Liga |       | Copa | Copa | Copa | Copa  |    | Internacional | Internacional | Internacional | Internacional | Internacional |   | Otros | Otros | Otros | Otros |     | Totales     | Totales | Totales | Totales | Totales | Totales | Totales | Totales |
| Equipo                            | Div.         | Temporada    | Part. | G    | E    | P    | Pos. | Part. | G    | E    | P    | Part. | G  | E             | P             | Pos.          | Part.         | G             | E | P     | Part. | G     | E     | P   | Rendimiento | GF      | GC      | Dif.    |         |         |         |         |
| --------------------------------- | ------------ | ------------ | ----- | ---- | ---- | ---- | ---- | ----- | ---- | ---- | ---- | ----- | -- | ------------- | ------------- | ------------- | ------------- | ------------- | - | ----- | ----- | ----- | ----- | --- | ----------- | ------- | ------- | ------- | ------- | ------- | ------- | ------- |
| Montreal Impact · Canadá          | 1.ª          | 2012         | 34    | 12   | 6    | 16   | 12.º | 2     | 0    | 1    | 1    | -     | -  | -             | -             | -             | -             | -             | - | -     | 36    | 12    | 7     | 17  | 39.81%      | 45      | 53      | -8      |         |         |         |         |
| Montreal Impact · Canadá          | Total        | Total        | 34    | 12   | 6    | 16   | -    | 2     | 0    | 1    | 1    | -     | -  | -             | -             | -             | -             | -             | - | -     | 36    | 12    | 7     | 17  | 39.81%      | 45      | 53      | -8      |         |         |         |         |
| New York Red Bulls Estados Unidos | 1.ª          | 2015         | 34    | 18   | 6    | 10   | 1.º  | 3     | 2    | 1    | 0    | -     | -  | -             | -             | -             | 4             | 3             | 0 | 1     | 41    | 23    | 7     | 11  | 61.79%      | 73      | 47      | +26     |         |         |         |         |
| New York Red Bulls Estados Unidos | 1.ª          | 2016         | 34    | 16   | 9    | 9    | 3.º  | 2     | 1    | 0    | 1    | -     | -  | -             | -             | -             | 2             | 0             | 0 | 2     | 38    | 17    | 9     | 12  | 52.63%      | 64      | 49      | +15     |         |         |         |         |
| New York Red Bulls Estados Unidos | 1.ª          | 2017         | 34    | 14   | 8    | 12   | 9.º  | 5     | 3    | 1    | 1    | 6     | 2  | 3             | 1             | 1/4           | 3             | 2             | 0 | 1     | 48    | 21    | 12    | 15  | 52.08%      | 72      | 58      | +14     |         |         |         |         |
| New York Red Bulls Estados Unidos | 1.ª          | 2018         | 16    | 10   | 2    | 4    | Inc. | 2     | 1    | 0    | 1    | 6     | 3  | 2             | 1             | 1/2           | -             | -             | - | -     | 24    | 14    | 4     | 6   | 63.89%      | 47      | 21      | +26     |         |         |         |         |
| New York Red Bulls Estados Unidos | Total        | Total        | 118   | 58   | 25   | 35   | -    | 12    | 7    | 2    | 3    | 12    | 5  | 5             | 2             | -             | 9             | 5             | 0 | 4     | 151   | 75    | 32    | 44  | 56.73%      | 256     | 175     | +81     |         |         |         |         |
| Red Bull Salzburgo · Austria      | 1.ª          | 2019-20      | 32    | 22   | 8    | 2    | 1.º  | 6     | 6    | 0    | 0    | 8     | 2  | 2             | 4             | 1/16          | -             | -             | - | -     | 46    | 30    | 10    | 6   | 72.47%      | 152     | 55      | +97     |         |         |         |         |
| Red Bull Salzburgo · Austria      | 1.ª          | 2020-21      | 32    | 25   | 2    | 5    | 1.º  | 6     | 6    | 0    | 0    | 10    | 3  | 1             | 6             | 1/16          | -             | -             | - | -     | 48    | 34    | 3     | 11  | 72.91%      | 138     | 58      | +80     |         |         |         |         |
| Red Bull Salzburgo · Austria      | Total        | Total        | 64    | 47   | 10   | 7    | -    | 12    | 12   | 0    | 0    | 18    | 5  | 3             | 10            | -             | -             | -             | - | -     | 94    | 64    | 13    | 17  | 72.7%       | 290     | 113     | +177    |         |         |         |         |
| RB Leipzig · Alemania             | 1.ª          | 2021-22      | 14    | 5    | 3    | 6    | Inc. | 2     | 2    | 0    | 0    | 5     | 1  | 1             | 3             | Inc.          | -             | -             | - | -     | 21    | 8     | 4     | 9   | 44.45%      | 43      | 31      | +12     |         |         |         |         |
| RB Leipzig · Alemania             | Total        | Total        | 14    | 5    | 3    | 6    | -    | 2     | 2    | 0    | 0    | 5     | 1  | 1             | 3             | -             | -             | -             | - | -     | 21    | 8     | 4     | 9   | 44.45%      | 43      | 31      | +12     |         |         |         |         |
| Leeds United Inglaterra           | 1.ª          | 2021-22      | 12    | 4    | 3    | 5    | 17.º | -     | -    | -    | -    | -     | -  | -             | -             | -             | -             | -             | - | -     | 12    | 4     | 3     | 5   | 41.66%      | 13      | 19      | -6      |         |         |         |         |
| Leeds United Inglaterra           | 1.ª          | 2022-23      | 20    | 4    | 6    | 10   | Inc. | 5     | 3    | 1    | 1    | -     | -  | -             | -             | -             | -             | -             | - | -     | 25    | 7     | 7     | 11  | 37.33%      | 39      | 42      | -3      |         |         |         |         |
| Leeds United Inglaterra           | Total        | Total        | 32    | 8    | 9    | 15   | -    | 5     | 3    | 1    | 1    | -     | -  | -             | -             | -             | -             | -             | - | -     | 37    | 11    | 10    | 16  | 38.74%      | 52      | 60      | -8      |         |         |         |         |
| Total clubes                      | Total clubes | Total clubes | 262   | 130  | 53   | 79   | -    | 33    | 24   | 4    | 5    | 35    | 11 | 9             | 15            | -             | 9             | 5             | 0 | 4     | 339   | 170   | 66    | 103 | 56.64%      | 686     | 432     | +254    |         |         |         |         |
| 1. 2. 3.                          |              |              |       |      |      |      |      |       |      |      |      |       |    |               |               |               |               |               |   |       |       |       |       |     |             |         |         |         |         |         |         |         |

### Selección
| Canadá              | 2023-24             | 6   | 1   | 3  | 2  | 4.º | -  | -  | - | - | -  | -  | - | -  | - | 2  | 0 | 1 | 1 | 8   | 1   | 4  | 3   | 29.17% | 4   | 11  | -7   |
| Canadá              | 2024-25             | 8   | 5   | 2  | 1  | 3.º | -  | -  | - | - | -  | -  | - | -  | - | 5  | 3 | 2 | 0 | 13  | 8   | 4  | 1   | 71.8%  | 24  | 9   | +15  |
| Canadá              | 2025-26             | -   | -   | -  | -  | -   | -  | -  | - | - | 0  | 0  | 0 | 0  | - | 0  | 0 | 0 | 0 | 0   | 0   | 0  | 0   | 0%     | 0   | 0   | +0   |
| Total selección     | Total selección     | 14  | 6   | 5  | 3  | -   | 0  | 0  | 0 | 0 | 0  | 0  | 0 | 0  | - | 7  | 3 | 3 | 1 | 21  | 9   | 8  | 4   | 55.56% | 28  | 20  | +8   |
| Total en su carrera | Total en su carrera | 276 | 136 | 58 | 82 | -   | 33 | 24 | 4 | 5 | 35 | 11 | 9 | 15 | - | 16 | 8 | 3 | 5 | 360 | 179 | 74 | 107 | 56.57% | 714 | 452 | +262 |

### Resumen por competiciones
| Competición                      | Partidos | Ganados | Empatados | Perdidos | %      |
| Clubes                           | Clubes   | Clubes  | Clubes    | Clubes   | Clubes |
| -------------------------------- | -------- | ------- | --------- | -------- | ------ |
| Major League Soccer              | 152      | 70      | 31        | 51       | 52.85% |
| MLS Cup                          | 9        | 5       | 0         | 4        | 55.56% |
| US Open Cup                      | 12       | 7       | 2         | 3        | 63.89% |
| Canadian Championship            | 2        | 0       | 1         | 1        | 16.67% |
| Admiral Bundesliga               | 64       | 47      | 10        | 7        | 78.65% |
| Copa de Austria                  | 12       | 12      | 0         | 0        | 100%   |
| Bundesliga                       | 14       | 5       | 3         | 6        | 42.85% |
| Copa de Alemania                 | 2        | 2       | 0         | 0        | 100%   |
| Premier League                   | 32       | 8       | 9         | 15       | 34.38% |
| FA Cup                           | 3        | 2       | 1         | 0        | 77.78% |
| EFL Cup                          | 2        | 1       | 0         | 1        | 50%    |
| Liga de Campeones de la UEFA     | 19       | 6       | 3         | 10       | 36.84% |
| Liga Europea de la UEFA          | 4        | 0       | 1         | 3        | 8.33%  |
| Liga de Campeones de la Concacaf | 12       | 5       | 5         | 2        | 55.56% |
| Total clubes                     | 339      | 170     | 66        | 103      | 56.64% |
| Selección                        |          |         |           |          |        |
| Copa América                     | 7        | 1       | 4         | 2        | 33.34% |
| Copa de Oro                      | 3        | 2       | 1         | 0        | 77.78% |
| Liga de Naciones Concacaf        | 4        | 3       | 0         | 1        | 75%    |
| Clasificatorias Concacaf Mundial | 0        | 0       | 0         | 0        | 0%     |
| Mundial                          | 0        | 0       | 0         | 0        | 0%     |
| Amistosos                        | 7        | 3       | 3         | 1        | 57.15% |
| Total selección                  | 21       | 9       | 8         | 4        | 55.56% |
| Total en su carrera              | 360      | 179     | 74        | 107      | 56.57% |

## Palmarés

### Como jugador

#### Campeonatos nacionales
| Título      | Club         | País           | Año  |
| ----------- | ------------ | -------------- | ---- |
| MLS Cup     | DC United    | Estados Unidos | 1996 |
| US Open Cup | DC United    | Estados Unidos | 1996 |
| MLS Cup     | DC United    | Estados Unidos | 1997 |
| MLS Cup     | Chicago Fire | Estados Unidos | 1998 |
| US Open Cup | Chicago Fire | Estados Unidos | 1998 |
| US Open Cup | Chicago Fire | Estados Unidos | 2000 |
| US Open Cup | Chicago Fire | Estados Unidos | 2003 |

### Como entrenador

#### Campeonatos nacionales
| Título          | Club               | País    | Año     |
| --------------- | ------------------ | ------- | ------- |
| Bundesliga      | Red Bull Salzburgo | Austria | 2019-20 |
| Copa de Austria | Red Bull Salzburgo | Austria | 2019-20 |
| Bundesliga      | Red Bull Salzburgo | Austria | 2020-21 |
| Copa de Austria | Red Bull Salzburgo | Austria | 2020-21 |

#### Distinciones individuales
| Distinción                   | Año  |
| ---------------------------- | ---- |
| Entrenador del año de la MLS | 2015 |